# Chilton DW.1
Le Chilton DW.1 est un avion civil léger conçu au Royaume-Uni dans les années 30 et construit à seulement sept exemplaires.

## Historique

### Développement
Le Chilton DW.1 fut le premier avion conçu par la société Chilton Aircraft (en) l'année même de sa fondation en 1937. Ses deux fondateurs, les ingénieurs aéronautiques Andrew Dalrymple et Alexander Ward donnèrent à l'avion sa désignation en partant de leur initiale, ainsi naquit le DW.1.
Ayant travaillé pendant plusieurs années auprès de Geoffrey de Havilland Dalrymple et Ward appliquèrent ses techniques pour développer leur avion. Leur idée était de concevoir un avion de tourisme permettant de simuler le pilotage d'un chasseur monoplace. 
Les ingénieurs firent appel à une conception tournant autour d'une structure en bois recouverte de contreplaqué. Les surfaces mobiles de voilure étaient quant à elles entoilées. Pour la propulsion du DW.1 ils firent appel à un moteur en ligne Carden-Ford, dérivé de l'industrie automobile et déjà éprouvé sur certains Mignet HM-14 construits au Royaume-Uni.
C'est dans cette configuration que le Chilton DW.1 réalisa son premier vol le 10 avril 1937. Il avait fallu moins d'un mois et demi pour construire ce prototype et le faire voler. Il portait l'immatriculation civile britannique G-AESZ.

### Commercialisation
Trois avions de série furent construits entre 1937 et 1939. Ils furent vendus à des clients privés britanniques. Le déclenchement de la Seconde Guerre mondiale mit un coup d'arrêt à la production du Chilton DW.1. En 1945 trois autres avions furent assemblés et vendus eux aussi sur le marché civil britannique.
En 1940 un DW.1 fut réquisitionné par la Royal Air Force qui l'utilisa quelques mois comme appareil de liaisons. Cependant il ne réalisa qu'une dizaine de vols avant d'être rendu à son propriétaire. Ce fut là la seule utilisation militaire du Chilton DW.1.
Le 24 mai 1953 le prototype de l'avion fut détruit lors d'un crash.

## Aspects techniques

### Description
Le Chilton DW.1 se présente sous la forme d'un monoplace monoplan à aile basse cantilever construit en bois entoilé et contreplaqué. Il est doté d'un cockpit fermé et d'un train d'atterrissage classique fixe à jambes carénées. Son moteur Carden-Ford d'une puissance de 32 chevaux entraîne une hélice bipale en bois.

### Versions
- Chilton DW.1 : Désignation attribuée au prototype de l'avion et à six exemplaires de série.
- Chilton DW.1A : Désignation attribuée au deuxième exemplaire de série et doté d'un moteur quatre temps Train de 45 chevaux[1].

## Préservation

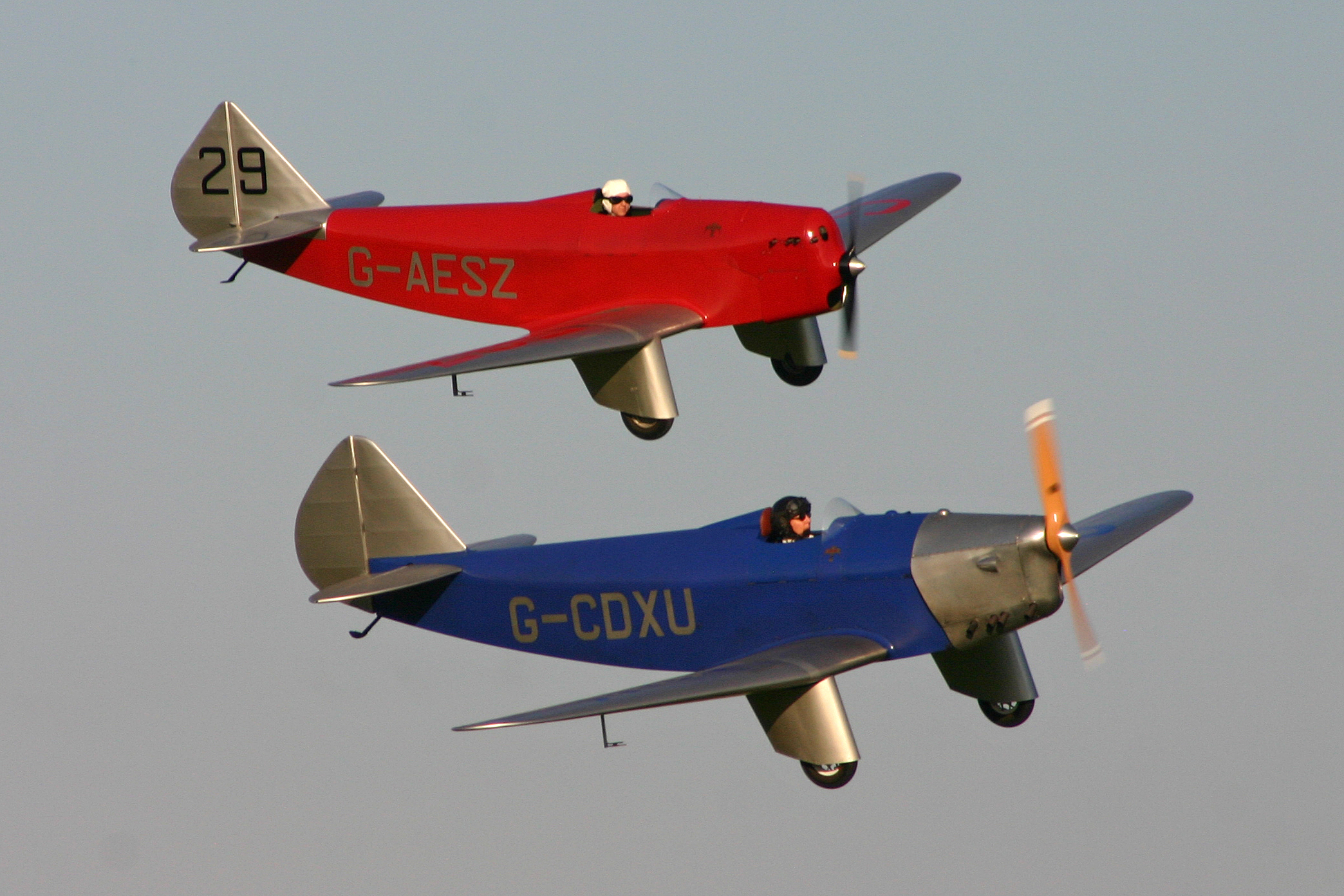
Chilton DW.1 et DW.1A en vol en octobre 2011.

Au moins deux Chilton DW.1, dont le DW.1A ont été préservés en vol et sont encore visibles lors de certains meetings aériens en Grande-Bretagne. Le DW.1 de série a été repeint aux couleurs du prototype, reprenant même son immatriculation d'origine.

### Sources web
Site officiel de Chilton Aircraft.